# Palaeophytocrene piggae
Palaeophytocrene piggae es una especie extinta basada en diez endocarpios de varias localidades de las formaciones Fort Union y Sentinel Butte. Pertenece a la familia Icacinaceae, tribu Phytocreneae. Los endocarpios de Phytocreneae muestran una serie de características compatibles con Palaeophytocrene piggae. Son uniloculares, elípticos-ovoides y poseen pits en la superficie externa creadas por el núcleo hueco de las protuberancias tuberculadas de la pared del endocarpio en el lóculo. Estas características proporcionan evidencia sólida para la colocación dentro de las Phytocreneae.

## Etimología
El epíteto específico, piggae, se estableció en honor a Kathleen B. Pigg, reconociendo sus contribuciones a la paleobotánica, incluido el estudio de Icacinaceae en el Paleoceno de América del Norte.

## Distribución
Palaeophytocrene piggae se ha recolectado en varias localidades en el Paleoceno de las Grandes Llanuras del oeste de América del Norte. Se recolectaron dos muestras permineralizadas de la localidad de Almont, condado de Morton, Dakota del Norte (Formación Sentinel Butte). Otro espécimen permineralizado se recuperó de Beicegel Creek, Condado de McKenzie, Dakota del Norte. Los otros especímenes, que consisten en impresiones de endocarpio y moldes, fueron recolectados de la Formación Fort Union en Montana y Wyoming.

## Paleoclima y ambiente
Palaeophytocrene piggae vivía en un ambiente lacustre, representando un pequeño lago o estanque, o parte de un lago de una especie de arroyo meandriforme.